# Cala Jóncols
Cala Jóncols és l'última platja de Roses. Aquesta platja és una cala verge, de paisatge salvatge i escarpats penya-segats. Dista 18 km de la població rosinca i forma part del Parc Natural del Cap de Creus. El seu irregular i abrupte fons marí la fa ideal per practicar-hi submarinisme. La platja està formada per còdols i palets.
La cala Jóncols està aïllada i és de difícil accés, ja que s'hi arriba a través d'un camí sense asfaltar. Això la fa ideal per buscar la pau i la tranquil·litat de la natura, ja que no és gaire concorreguda.
El terra de la platja està format per sorres, graves i còdols.Fa 190 metres de llargada i 51 d'amplada.